# TOI-700
TOI-700 è una stella nana rossa situata nella costellazione del Dorado e distante circa 101,5 anni luce dal nostro sistema solare. Il sistema planetario che orbita attorno a tale stella include il pianeta TOI-700 d, il primo esopianeta di dimensioni paragonabili a quelle terrestri scoperto all'interno di una zona abitabile conservativa da parte del satellite Transiting Exoplanet Survey Satellite (TESS). Al momento della scoperta di tale pianeta, nel gennaio 2020, TOI-700 è diventata la più brillante stella conosciuta che ospiti attorno a sé un esopianeta transitante, di dimensioni terrestri e situato all'interno della cosiddetta zona abitabile.

## Caratteristiche
TOI-700, il cui nome è l'acronimo di "Transiting Exoplanet Survey Satellite Object of Interest", è una nana rossa di classe spettrale M, avente il 40% della massa e del raggio del Sole e una temperatura di circa 3500 K. La stella sembra essere in un momento di bassa attività, tant'è che negli 11 mesi di osservazione da parte di TESS non è stato rivelato alcun brillamento, inoltre, la sua poca attività è indicata anche dalla sua bassa velocità di rotazione.

## Sistema planetario
Grazie al satellite TESS sono stati identificati ben tre esopianeti orbitanti attorno a TOI-700, tutti e tre probabilmente rotanti attorno ad essa in maniera sincrona, ossia mostrandole sempre la stessa faccia. Un quarto pianeta, TOI-700 e, di tipo terrestre e rientrante nella zona abitabile del sistema, è stato annunciato a gennaio 2023 alla 241ª conferenza dell'American Astronomical Society.
In tre diversi articoli successivi alla scoperta del sistema planetario sono stati descritti il sistema stesso, la storia delle osservazioni del pianeta TOI-700 d portate avanti con il telescopio spaziale Spitzer e la caratterizzazione di tale pianeta.

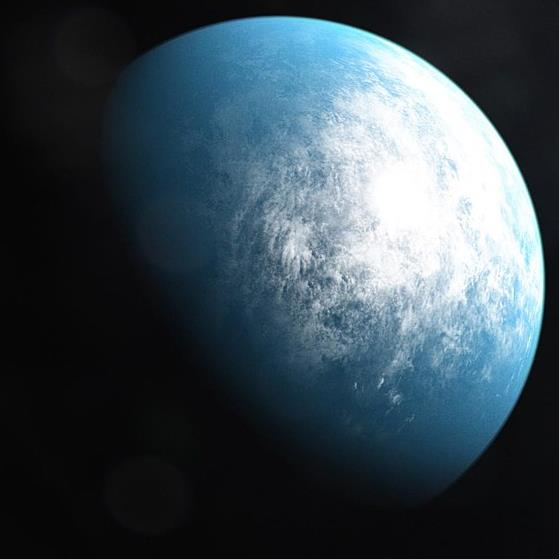
Immagine artistica di TOI-700 d

Da tali studi risulta che la composizione dei pianeti identificati come TOI-700 b e TOI-700 d, il più interno e il più esterno all'orbita, è pressoché rocciosa, e quindi simile a quella della Terra, mentre quella del pianeta TOI-700 c è più simile a quella di Nettuno, per la precisione, potrebbe trattarsi di un mininettuno.
Volendo dare una spiegazione di uno scenario simile, si è supposto che i due pianeti più interni, TOI 700 b e TOI 700 c, siano cresciuti più velocemente grazie all'accrezione di importanti quantità di gas e polveri, mentre il pianeta più esterno sarebbe cresciuto più lentamente, inglobando meno gas. Il più interno avrebbe poi in seguito perso il suo contenuto di gas per fotoevaporazione. Un'altra spiegazione relativa alla disposizione delle densità in questo sistema potrebbe invece essere quella di una migrazione orbitale operata da TOI 700 c, che si sarebbe spostato verso un'orbita più interna, tuttavia questo scenario diventerà più plausibile se ulteriori studi dimostreranno che TOI 700 c ha una massa significativamente maggiore rispetto agli altri due, mentre per adesso i dati sulle masse, utili anche a migliorare le misurazioni sulle densità, sono ancora grossolani.
Dei tre pianeti scoperti, il più interessante, proprio per il suo posizionamento all'interno di una zona di abitabilità, è TOI-700 d. Questo pianeta riceve dalla propria stella una quantità di fotoni nell'ultravioletto estremo 35 volte superiore a quella ricevuta dalla Terra dal Sole, ma comunque 50 volte inferiore a quella ricevuta dal pianeta TRAPPIST-1 e da TRAPPIST-1, e l'86% dell'energia che la Terra riceve dalla sua stella; in queste condizioni l'atmosfera di un pianeta con una pressione simile a quella della Terra dovrebbe resistere per più di un miliardo di anni.
Diverse simulazioni di possibili situazioni ambientali presenti su TOI-700 d, che includono, tra gli altri, un pianeta completamente ricoperto da oceani, con una densa atmosfera satura di anidride carbonica e uno spesso strato di nubi sulla faccia rivolta alla propria stella, o un pianeta del tutti privo di nubi e formato solo da terre asciutte, con forti venti che dalla faccia in ombra spazzano il pianeta dirigendosi verso la faccia illuminata, hanno dimostrato come TOI-700 d potrebbe essere un importante candidato al titolo di "pianeta abitabile" e analogo terrestre. Proprio per questo, il sistema planetario di TOI-700 è stato messo in cima alla lista degli obiettivi da osservare con il nuovo telescopio spaziale James Webb, lanciato a dicembre 2021.

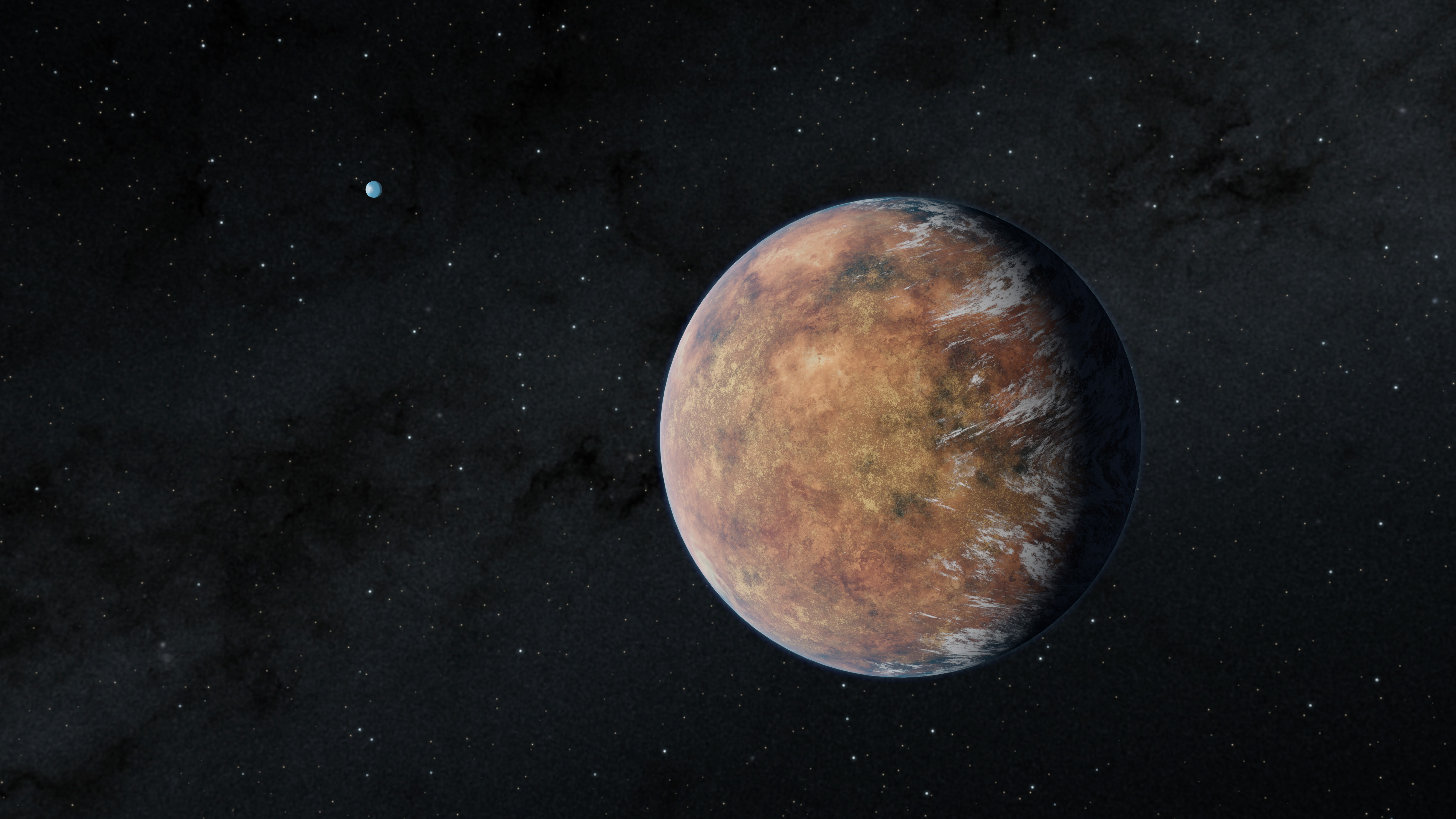
Immagine artistica di TOI-700 e. Sullo sfondo, TOI-700 d.

Nel gennaio 2023 è stata annunciata la scoperta di una quarto pianeta, TOI-700 e, situato poco più all'interno del pianeta "d". Non era stato rilevato nella prima missione del telescopio TESS a causa delle piccole dimensioni, avendo una raggio del 95% di quello terrestre. Successivamente i dati della missione estesa di TESS hanno permesso la conferma del pianeta, che orbita nella zona abitabile ottimistica del sistema, nella sua parte più interna, dove riceve il 27% in più della radiazione che riceve la Terra dal Sole.

### Prospetto del sistema
Sotto, un prospetto del sistema con i parametri dei quattro pianeti: essendo stati scoperti col metodo del transito, non ci sono grandi differenze nel calcolo di raggio, periodo orbitale e semiasse maggiore nei tre differenti studi, i dati riportati si riferiscono all'ultimo studio di Gilbert et al. pubblicato nell'ottobre 2024, nel quale la differenza più evidente rispetto ai precedenti è che il pianeta c è ancor meno denso di quanto riportato in precedenza, con una densità minore di quella di Saturno.
| Pianeta | Tipo        | Massa              | Raggio                  | Periodo orb.     | Sem. maggiore    | Eccentricità | Incl. orbita         |
| ------- | ----------- | ------------------ | ----------------------- | ---------------- | ---------------- | ------------ | -------------------- |
| b       | Terrestre   | <0,74 M⊕           | 0,944+0,0050 −0,0049 r⊕ | 9,977219 giorni  | 0,0677±0,0011 UA | 0,040        | 89,60+0,27 −0,29°    |
| c       | Mininettuno | 2,50±0,74 M⊕       | 2,65+0,14 −0,15 r⊕      | 16,051137 giorni | 0,0929±0,0015 UA | 0,041        | 88,903+0,071 −0,087° |
| e       | Terrestre   | <1,16 M⊕           | 0,931±0,066 r⊕          | 27,80978 giorni  | 0,134±0,0022 UA  | 0,051        | 89,60+0,21 −0,16°    |
| d       | Terrestre   | 2,40+0,49 −0,52 M⊕ | 1,156+0,064 −0,063 r⊕   | 37,422396 giorni | 0,163±0,027 UA   | 0,047        | 89,80+0,12 −0,10°    |